# Paszinci
Paszinci (bułg. Пашинци) – wieś w Bułgarii, w obwodzie Kyrdżali, w gminie Krumowgrad. W 2024 roku liczyła 390 mieszkańców.